# Tomioka Tessai

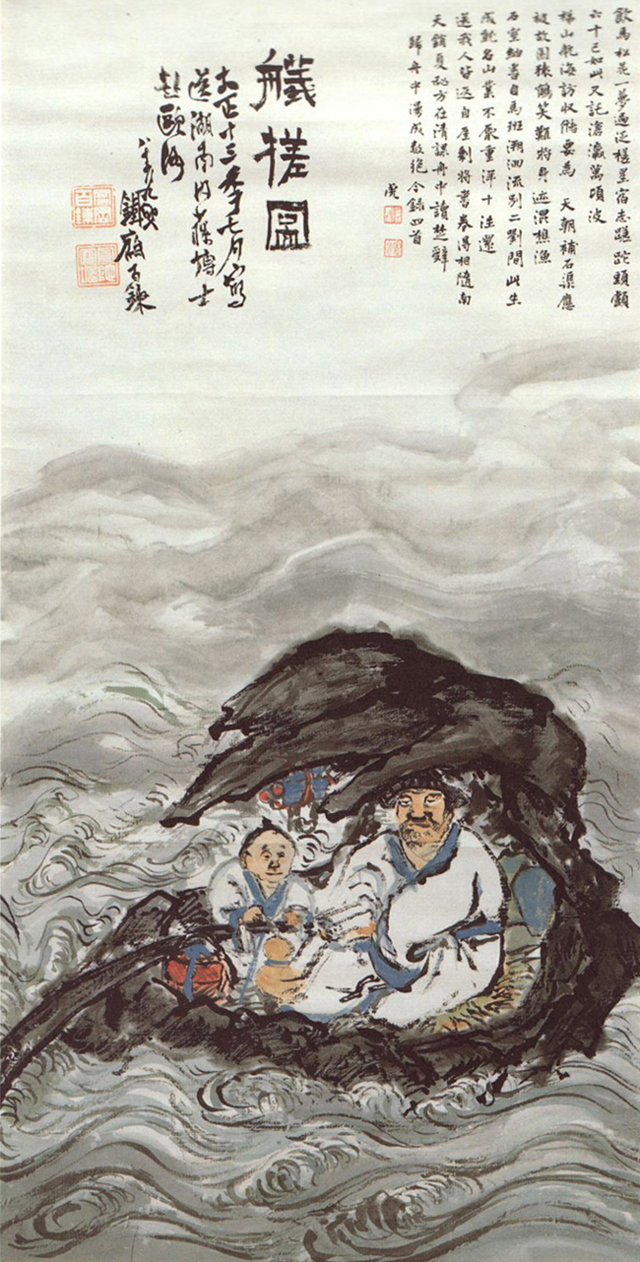
Gisazu (1924).

Tomioka Tessai (Kioto, 25 de enero de 1837 - ibídem, 31 de diciembre de 1924) fue un pintor nanga japonés, artista imperial miembro de la Teikoku Bijutsu-in (Academia de Arte de Japón).
Su estilo se asemejaba al de las antiguas pinturas chinas y japonesas. Sus obras influyeron a artistas como Keisen Tomita.